# Kocsis Gergő
Kocsis Gergő (Budapest, 1994. március 7. –) magyar labdarúgó, a Videoton játékosa.

## Pályafutása

### Klubcsapatokban
Pályafutása elején megfordult Németországban, ahol a VfB Stuttgart és az Augsburg játékosa volt, Magyarországon a Tatabányánál és az MTK-nál nevelkedett. Az Augsburgban pályára lépett a tartalékegyüttesben is a Regionalligában, ahol hét mérkőzésen egy gólt szerzett. A 2014-2015-ös szezonban a Videoton játékosa volt, majd a Puskás Akadémia szerződtette. 2016 júniusában a dunaszerdahelyi DAC szerződtette. Kocsis három évre szóló szerződést írt alá a szlovák élvonalban szereplő klubhoz. Egy hónappal később súlyos térdszalagszakadást szenvedett, amelynek következtében több mint féléves kihagyás várt rá. Felépülése után néhány találkozón szerepet kapott a DAC-ban, amely a következő, 2017-2018-as szezonra kölcsönadta a Diósgyőri VTK-nak. A miskolci csapatban huszonkilenc alkalommal lépett pályára az élvonalban, majd a cseh első osztályú MFK Karviná igazolta le, de ott mindössze két bajnoki találkozón kapott lehetőséget és 2019 januárjában felbontották a szerződését. Az idény hátralevő részét a másodosztályú Zalaegerszegi TE csapatában töltötte, akiket tizennyolc bajnokin lőtt egy góljával segített feljutáshoz. A 2019-2020-as szezonban az élvonalban is alapembere volt a ZTE-nek, huszonhatszor lépett pályára a bajnokság során. Szerződése lejárta után 2020 nyarán a lengyel élvonalban újonc Podbeskidzie Bielsko-Biała csapatához igazolt. Egy szezont töltött a csapatnál, húsz bajnoki mérkőzésen lépett pályára, gólt nem szerzett. 2021 nyarán a Mezőkövesd Zsóry igazolta le. 2024. szeptember 7-én a Debreceni VSC-hez írt alá, miután szerződése lejárt az MTK-nál, ahol az azt megelőzőkét szezont töltötte. 2025 nyarán az NB II-es Videoton igazolta le.

### A válogatottban
Többszörös utánpótlás-válogatott. 2016-ban meghívót kapott Bernd Storck szövetségi kapitánytól a május 20-i Elefántcsontpart elleni mérkőzésre készülő felnőtt válogatott keretébe.

## Statisztika

### Mérkőzései az U21-es utánpótlás válogatottban
| #   | Dátum               | Helyszín    | Ellenfél          | Eredmény | Kiírás       | Esemény   | Forrás |
| --- | ------------------- | ----------- | ----------------- | -------- | ------------ | --------- | ------ |
| 01. | 2014. október 10.   | Csepel      | Oroszország U21   | 1 – 1    | felkészülési | 56'       | [ 12 ] |
| 02. | 2015. március 26.   | Tatabánya   | Skócia U21        | 1 – 2    | felkészülési |           | [ 12 ] |
| 03. | 2015. augusztus 12. | Csepel      | Olaszország U21   | 1 – 1    | felkészülési | szünetben | [ 12 ] |
| 04. | 2015. szeptember 3. | Eschen      | Liechtenstein U21 | 6 – 0    | Eb-selejtező |           | [ 12 ] |
| 05. | 2015. október 9.    | Penafiel    | Portugália U21    | 0 – 2    | Eb-selejtező |           | [ 13 ] |
| 06. | 2015. október 13.   | Felcsút     | Albánia U21       | 2 – 2    | Eb-selejtező |           | [ 14 ] |
| 07. | 2015. november 12.  | Petah Tikva | Izrael U21        | 0 – 0    | Eb-selejtező |           | [ 15 ] |
| 08. | 2015. november 16.  | Gyirmót     | Görögország U21   | 2 – 1    | Eb-selejtező | 89'       | [ 16 ] |